# Annemie Lelie
Annemie Lieve Lelie (* in Wilrijk, Provinz Antwerpen) ist eine belgische Diplomatin.

## Werdegang
Lelie studierte Handelswissenschaften an der Universität Antwerpen. 2001 trat sie in den Auswärtigen Dienst beim belgischen Außenministerium und war von 2003 bis 2007 Botschaftsattaché in Tokio. Am 29. August 2007 kam sie als Erste Botschaftssekretärin an die Belgische Botschaft in Berlin und ist derzeit dort Botschaftsrätin.

## Ehrungen
- 2011: Großes Verdienstkreuz der Bundesrepublik Deutschland